# Vitsvansmangust
Vitsvansmangust (Ichneumia albicauda) är ett rovdjur i familjen manguster som förekommer i Afrika och på den Arabiska halvön.

## Kännetecken
Med en kroppslängd av 47 till 71 centimeter, en svanslängd mellan 36 och 47 centimeter och en vikt mellan 1,8 och 5,2 kilogram tillhör vitsvansmangusten de större arterna i familjen. Djurets underpäls är vit- eller gulaktig men med de framskjutande svarta täckhåren har mangusten ett gråaktigt utseende. Extremiteterna är från knäna neråt svarta. Djuret fick sitt namn efter den yviga svansen som i bakre delen är vit men hos vissa individer är svansen svart.

## Utbredning och habitat
Vitsvansmangust finns i stora delar av Afrika från Senegal och södra Egypten till norra Namibia och östra Sydafrika. De undviker däremot stora skogs- och ökenområden. Arten förekommer även i södra hälften av Arabiska halvön. Habitatet utgörs vanligen av savann och annat gräsland, samt växtrika skogskanter och floddalar.

## Levnadssätt
Djuret är aktivt på natten och vilar på dagen i bon som lämnads av jordpiggsvin eller jordsvin. Varje individ lever ensam och hanar försvarar sitt revir mot artfränder. Honornas territorier kan överlappas.
Födan utgörs huvudsakligen av insekter men mangusten äter även ormar, andra ryggradsdjur och frukter.
Födelsen sker under de blöta årstiderna och per kull föds mellan ett och fyra ungdjur. Det uppskattas att dräktigheten varar i 60 dagar. Ungdjuren är vid ungefär nio månaders ålder självständiga.

## Vitsvansmangusten och människor
Denna mangust har ett vitsträckt utbredningsområde och räknas inte som hotad art. I vissa regioner har den ett dåligt rykte på grund av att den dödar tamhöns.